# Rue Guersant
La rue Guersant est une voie du 17e arrondissement de Paris en France.

## Situation et accès

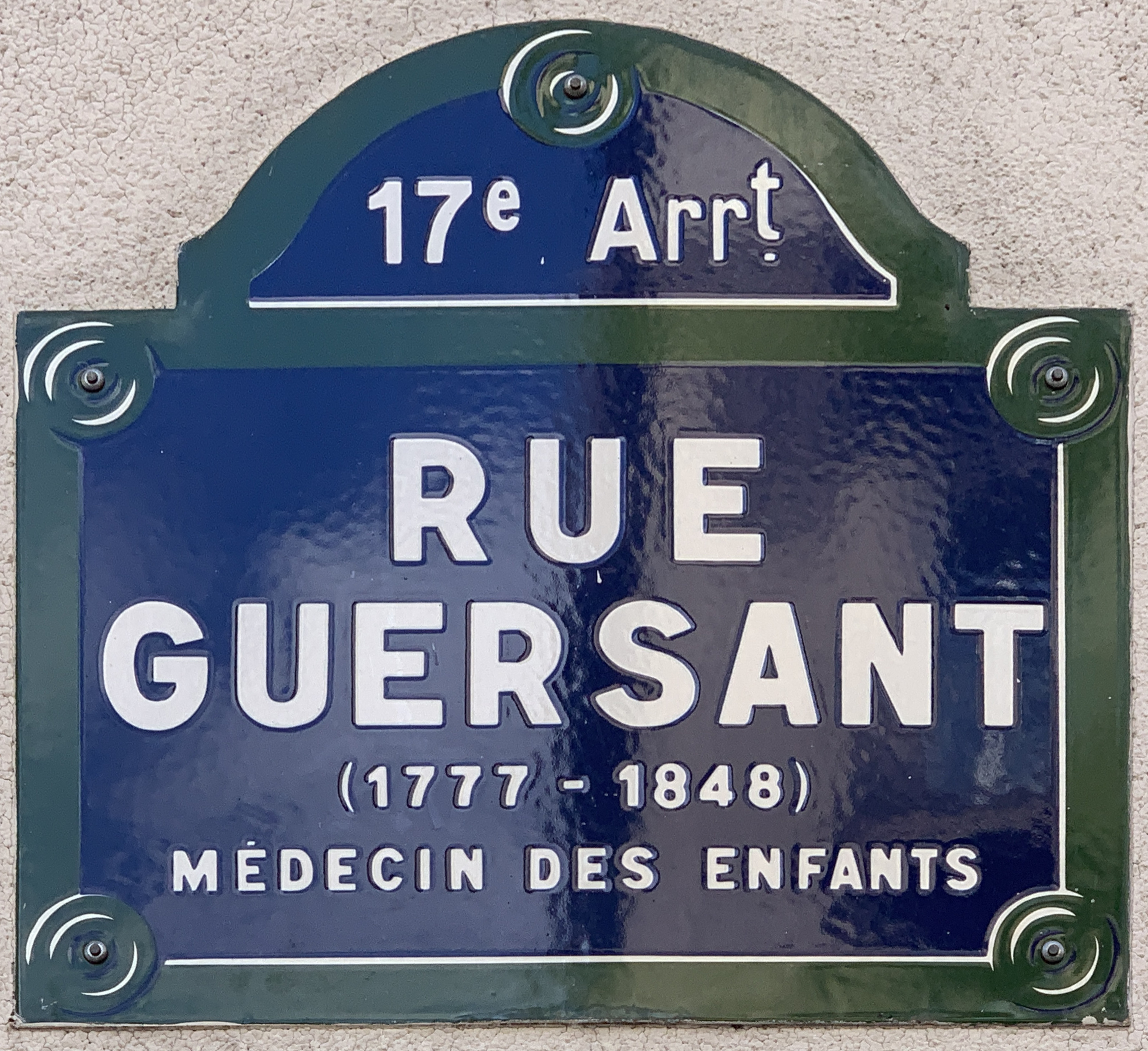
Plaque de la rue.

Longue de 445 mètres, elle commence place Tristan-Bernard et rue Pierre-Demours et finit boulevard Gouvion-Saint-Cyr.

## Origine du nom
Cette rue porte le nom du docteur Louis Benoît Guersant (1777-1848), médecin des enfants.

## Historique
Cette voie, indiquée à l'état de chemin sur le cadastre de 1825, est ouverte tant que rue en 1856 sur la commune de Neuilly, sous le nom de « rue de Villiers ».
Elle est classée dans la voirie parisienne par décret du 23 mai 1863 puis prend sa dénomination actuelle par arrêté du 10 novembre 1885.
La partie qui était comprise entre l'avenue des Ternes et la rue Pierre-Demours a été englobée dans la place Tristan-Bernard en 1953.

## Bâtiments remarquables et lieux de mémoire
- No 28 bis : début de la voie E/17.
- No 30 : le docteur Louis Benoît Guersant y habita.
- No 35 : ici résidait le résistant Jean Chayet (1920-1944). Le 19 août 1944, lors des combats de la Libération, avec Louis Brelet et Jean Fouqué, il est arrêté par des Allemands boulevard Richard-Wallace (Neuilly-sur-Seine), alors que le groupe était allé en side-car à Suresnes chercher des armes. Ils sont fusillés à proximité, dans le jardin de la villa Windsor. Leurs dépouilles sont ensuite transportées dans un garage situé 20 avenue Bugeaud (Paris), aménagé en poste de la Croix-Rouge[1],[2],[3].
- No 39 : villa des Ternes (voie privée).
- Alors que Nadine Talier, future Nadine de Rothschild, a 12 ans, sa famille quitte Puteaux pour Paris, s'installant rue Guersant[4].